# Stasera mi butto/Just Because Of You
Stasera mi butto/Just Because Of You è un singolo di Rocky Roberts, pubblicato nell'aprile 1967 sotto l'etichetta Durium.

## I brani

### Stasera mi butto
Stasera mi butto è una canzone scritta da Antonio Amurri e Bruno Canfora. È stata usata come sigla per il programma Sabato sera e successivamente per l'omonima trasmissione che ha dato il titolo alla canzone, e ha vinto il Festivalbar 1967.

## Tracce
1. Rocky Roberts – Stasera mi butto – 2:04 (testo: Antonio Amurri, Bruno Canfora)
2. Rocky Roberts – Just Because Of You – 2:02 (testo: Doug Fowlkes, Jesse James King, Wess Johnson)

Durata totale: 4:06